# Деметриеску, Теофил
Теофил Деметриеску (рум. Theophil Demetriescu, 12 апреля 1891, Бухарест — 16 августа 1958, там же) — румынский пианист и шахматист.

## Биография
Сын писателя и историка Ангела Деметриеску от второй жены Эммы (урожд. Глюк).
С детства показал себя способным музыкантом. Учился в Германии, первоначально у Эжена д’Альбера, Жозе Вианы да Мотта и Конрада Анзорге, а затем у Ферруччо Бузони. Дебютировал 11 февраля 1912 г. с Берлинским филармоническим оркестром.
В межвоенные годы жил и работал в Румынии, однако сильно нуждался. После войны в 1949 г. получил место преподавателя фортепиано в школе искусств в Клуже, однако и в этот период заработков Деметриеску не хватало на аренду жилья, и он часто спал на стульях в учебной аудитории.
От Деметриеску осталось несколько записей, сделанных в 1920-е гг., — пьесы Бузони, Ференца Листа, Франца Шуберта, Карла Марии фон Вебера, Жоржа Бизе, Игнаца Фридмана и Сергея Прокофьева. По мнению А. Эванса, однако, эти двадцать с лишним минут музыки гораздо значительнее, чем многие часы записей от менее одарённых музыкантов.

## Шахматная карьера
Был достаточно сильным шахматистом. Ввиду большой занятости по основной профессии предпочитал играть по переписке. Участвовал (с посредственным результатом) в нескольких чемпионатах Международной ассоциации шахмат по переписке: 1934—1935 гг. — 10-е место; 1935—1936 гг. — 9-е место; 1936—1937 гг. — 14-е место; 1937—1938 гг. — 13-е место.
Лучший результат в очных соревнованиях — 6-е место на турнире в Эбензе в 1933 г. (2-е место в финале «В»).
В 1936 г. в составе сборной Румынии участвовал в неофициальной шахматной олимпиаде в Мюнхене. Играл на 5-й доске. Команда заняла 14-е место из 21.
Некоторые партии Деметриеску попали в теоретические справочники.

## Избранная дискография
- Ф. Бузони. Perpetuum Mobile (Вечное движение). — 1924.
- Ф. Лист. Gnonemreigen (Хоровод гномов). — Vox, 1925.
- К. М. фон Вебер. Rondo Brilliante (Блестящее рондо). — Vox, 1925.
- Ж. Бизе. Heimfahrt (Bild am Rhein) (Возвращение домой). — Vox, 1925.
- С. С. Прокофьев. Прелюдии. — Vox, 1925.
- Ф. Шуберт. Ständchen (Серенада). — Odeon, 1930.
- И. Фридман. La Campanella (Колокольчик).